# Xinu
XINU ("Xinu Is Not Unix", es un acrónimo recursivo: Xinu no es Unix) es un sistema operativo, desarrollado originalmente por Douglas Comer con fines académicos, en la Universidad de Purdue en la década de los ochenta. Ha sido portado a varias plataformas, como son: PDP-11, VAX, Sun 3/50, x86, PowerPC G3 , MIPS y ARMv7 (compatible con Raspberry Pi).
Xinu ha sido usado como base en el desarrollo de varios productos comerciales, y sigue siendo utilizado en algunas universidades del mundo en cursos de sistemas operativos y redes.